# Нововасилівка (Бериславський район)
Нововаси́лівка — село в Україні, у Великоолександрівській селищній громаді Бериславського району Херсонської області. Населення становить 121 осіб.

## Населення

### Мовний склад
Рідна мова населення за даними перепису 2001 року:
| Мова       | Чисельність, осіб | Доля     |
| ---------- | ----------------- | -------- |
| Українська | 119               | 98,35 %  |
| Російська  | 2                 | 1,65 %   |
| Разом      | 121               | 100,00 % |

## Історія
Село засноване 1870 року.
12 червня 2020 року, відповідно до розпорядження Кабінету Міністрів України № 726-р «Про визначення адміністративних центрів та затвердження територій територіальних громад Херсонської області», Великоолександрівська селищна рада об'єднана з Великоолександрівською селищною громадою.
19 липня 2020 року, в результаті адміністративно-територіальної реформи та ліквідації Великоолександрівського району, село увійшло до складу Бериславського району.

### Російське вторгнення в Україну (з 2022)
З початку широкомасштабного російського вторгнення в Україну село Нововасилівка перебувало під тимчасовою російською окупацією.
6 жовтня 2022 року Збройні сили України звільнили село від російських загарбників у ході контрнаступу в Херсонській області й над селом знову замайорів український прапор.